# José Cardoso Dutra
José Cardoso Dutra (Barreirinha, 18 de julho de 1937 - Brasília, 6 de janeiro de 2022) foi um advogado e político brasileiro que fez carreira no Amazonas.

## Dados biográficos
Filho de Teodoro Soares Dutra e Hilma Nazaré Cardoso Dutra. Advogado formado em 1967 pela Universidade Federal do Amazonas (UFAM), foi pecuarista, professor e bancário, atuando como líder sindical neste último caso.
Sua primeira filiação partidária foi ao Movimento Democrático Brasileiro (MDB) pelo qual foi eleito deputado estadual em 1970 e 1974 e suplente de deputado federal em 1978. Com a restauração do pluripartidarismo mediante uma reforma eleitoral feita no governo João Figueiredo optou pelo Partido do Movimento Democrático Brasileiro (PMDB) em 1980 com passagens pelo Partido Trabalhista Brasileiro (PTB) e pelo Partido Popular (PP) antes de voltar ao PMDB e conquistar seu terceiro mandato de deputado estadual em 1982.
Atendendo a um convite do governador Gilberto Mestrinho afastou-se do Legislativo para ocupar a Secretaria de Justiça e depois a Secretaria de Indústria e Comércio. Eleito deputado federal em 1986 integrou a Assembleia Nacional Constituinte que votou a Constituição de 1988. Reeleito em 1990 e votou pelo impeachment de Fernando Collor na sessão da Câmara dos Deputados em 29 de setembro de 1992, mesmo ano em que foi derrotado em segundo turno por Amazonino Mendes (PDC) na disputa pela prefeitura de Manaus.
Abdicou da reeleição em 1994 para concorrer ao senado, perdeu e ao tentar um novo mandato de deputado federal em 1998 pelo PTB, não conseguiu a vitória.

### Morte
Dutra morreu aos 84 anos, em 6 de janeiro de 2021, em sua residência em Brasília, vítima de uma parada cardiorrespiratória.